# 大韓独立促成国民会

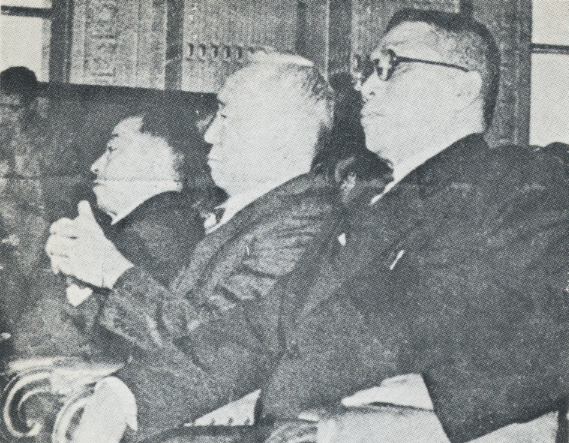
左から、金奎植、李承晩、金九（1946年）。

大韓独立促成国民会（だいかん どくりつ そくせい こくみんかい）は、米軍政庁統治時代の1946年2月8日に発足した韓国における右派勢力の政治団体である。略称は、独促国民会、若しくは独促。

## 概要
1945年12月のモスクワ3国外相会議において朝鮮半島を信託統治する方針が発表されると、これに反対する運動（反託）が韓国各地で展開された。しかし、左派勢力は年が明けると突如態度を転換し、信託統治に賛成する態度を姿勢を示し、信託統治に賛成（賛託）する運動を展開し初め、左右両派は激しく対立するようになった。
当時、右派勢力は、
- 韓国民主党（韓民党）　-　1945年9月に結成。朝鮮建国準備委員会に否定的な国内の保守系有力人士が主体。
- 韓国独立党（韓独党）　-　1930年に結成された独立運動団体。大韓民国臨時政府の後身的存在で、金九は指導者として活動。
- 独立促成中央協議会（独促）　-　1945年10月李承晩が帰国した直後に韓民党が結成。当初は朝鮮共産党など左派組織も結集した統一戦線的組織であったが、左派勢力は後に離脱。

といった有力組織があった。これを、左派勢力と対決すべく中央協議会と金九が中心となって活動していた信託統治反対国民総動員中央委員会を統合して「大韓独立促成国民会」を結成した。
総裁には李承晩が、副総裁には金九・金奎植が選出された。李承晩は独促国民会を土台に「民族統一本部」を結成（1946年6月27日）、彼の持論である南側のみでの単独政府樹立に向けて、活発な活動を展開した。米軍政庁が進めてきた左右合作運動がアメリカ本国政府の変化と呂運亨の暗殺（1947年7月19日）が原因で頓挫したことで、単独政府の樹立が決まり、憲法を制定するための制憲議会選挙（1948年5月10日）で独促国民会は、200議席中55議席を獲得した。